# Kreuzjoch
De Kreuzjoch is een 2558 meter hoge berg in Oostenrijk, deelstaat Tirol, district Schwaz, aan de oostkant van het Zillertal en de noordwestkant van het Gerlostal. Het is de hoogste top van de Kitzbüheler Alpen en ligt aan de zuidoostpunt hiervan.